# Néris-les-Bains
Ne doit pas être confondu avec Neyrac-les-Bains.
Néris-les-Bains [neʁi le bɛ̃] est une commune française située dans le département de l'Allier en région Auvergne-Rhône-Alpes.

## Géographie

### Localisation
La commune est située à huit kilomètres au sud-est de Montluçon.

### Géologie et relief
À 352 mètres d'altitude, le bourg se situe sur les premiers contreforts du Massif central et plus particulièrement du plateau des Combrailles (ou Combraille).

### Voies de communication et transports

#### Voies routières
Néris-les-Bains se situe sur la route départementale 2144, qui relie Clermont-Ferrand à Bourges par Montluçon et qui reprend le tracé de l'ancienne voie romaine.

#### Voies ferroviaires
La commune se situe sur le parcours de la ligne Montluçon - Gouttières. La gare de Chamblet était appelée gare de Chamblet - Néris.

### Climat
Pour des articles plus généraux, voir Climat d'Auvergne-Rhône-Alpes et Climat de l'Allier.
En 2010, le climat de la commune est de type climat océanique dégradé des plaines du Centre et du Nord, selon une étude du CNRS s'appuyant sur une série de données couvrant la période 1971-2000. En 2020, Météo-France publie une typologie des climats de la France métropolitaine dans laquelle la commune est exposée à un climat de montagne ou de marges de montagne et est dans la région climatique Ouest et nord-ouest du Massif Central, caractérisée par une pluviométrie annuelle de 900 à 1 500 mm, maximale en automne et en hiver.
Pour la période 1971-2000, la température annuelle moyenne est de 10,8 °C, avec une amplitude thermique annuelle de 15,6 °C. Le cumul annuel moyen de précipitations est de 820 mm, avec 10,7 jours de précipitations en janvier et 7,3 jours en juillet. Pour la période 1991-2020, la température moyenne annuelle observée sur la station météorologique de Météo-France la plus proche, sur la commune de Durdat-Larequille à 5 km à vol d'oiseau, est de 11,0 °C et le cumul annuel moyen de précipitations est de 879,1 mm,. Pour l'avenir, les paramètres climatiques de la commune estimés pour 2050 selon différents scénarios d'émission de gaz à effet de serre sont consultables sur un site dédié publié par Météo-France en novembre 2022.

## Urbanisme

### Typologie
Au 1er janvier 2024, Néris-les-Bains est catégorisée bourg rural, selon la nouvelle grille communale de densité à 7 niveaux définie par l'Insee en 2022.
Elle appartient à l'unité urbaine de Néris-les-Bains, une unité urbaine monocommunale constituant une ville isolée,. Par ailleurs la commune fait partie de l'aire d'attraction de Montluçon, dont elle est une commune de la couronne,. Cette aire, qui regroupe 58 communes, est catégorisée dans les aires de 50 000 à moins de 200 000 habitants,.

### Occupation des sols

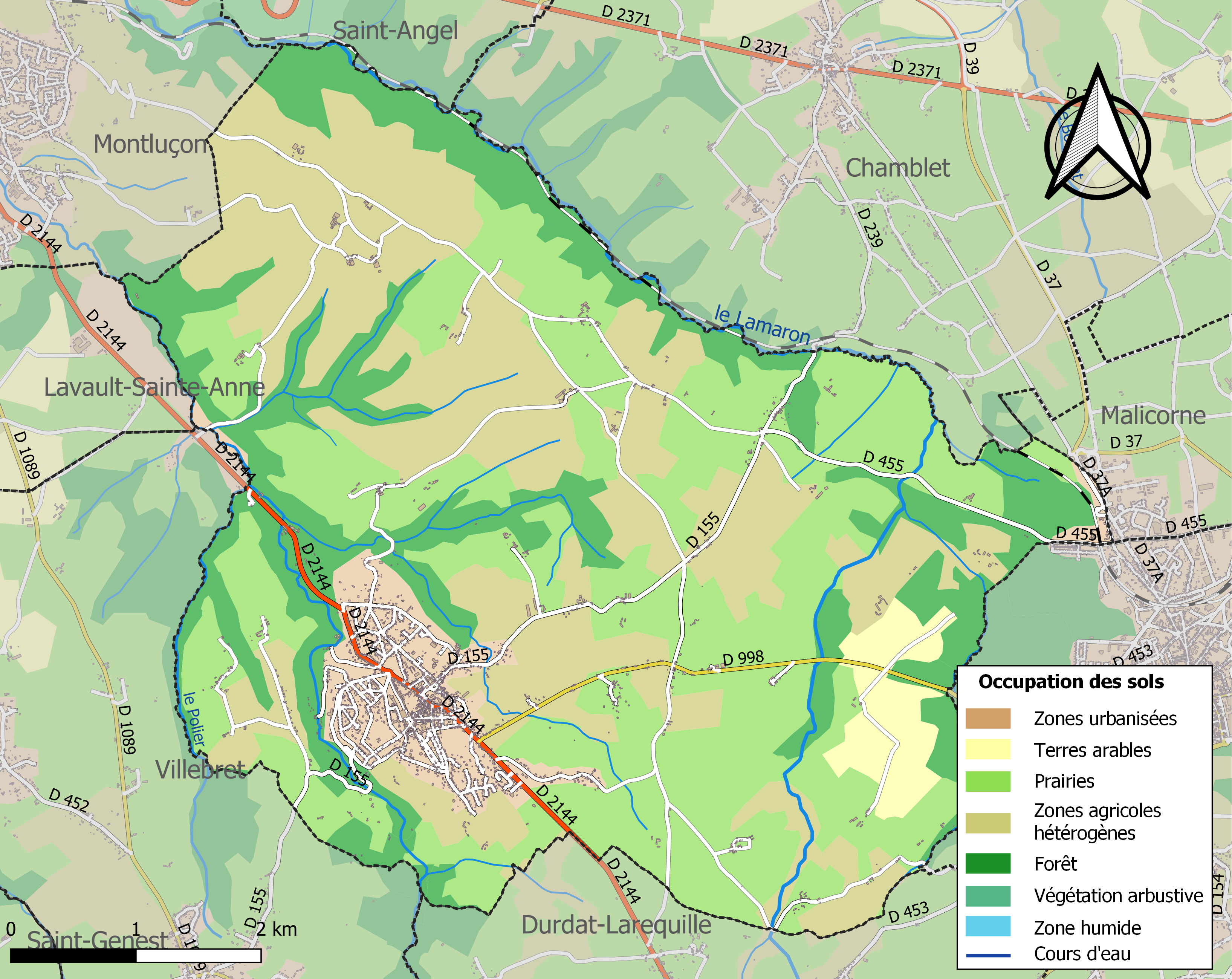
Carte des infrastructures et de l'occupation des sols de la commune en 2018 (CLC).

L'occupation des sols de la commune, telle qu'elle ressort de la base de données européenne d’occupation biophysique des sols Corine Land Cover (CLC), est marquée par l'importance des territoires agricoles (72 % en 2018), en diminution par rapport à 1990 (74,2 %). La répartition détaillée en 2018 est la suivante : 
prairies (37,5 %), zones agricoles hétérogènes (31,6 %), forêts (21,5 %), zones urbanisées (6,3 %), terres arables (2,9 %), espaces verts artificialisés, non agricoles (0,2 %).
L'IGN met par ailleurs à disposition un outil en ligne permettant de comparer l’évolution dans le temps de l’occupation des sols de la commune (ou de territoires à des échelles différentes). Plusieurs époques sont accessibles sous forme de cartes ou photos aériennes : la carte de Cassini (XVIIIe siècle), la carte d'état-major (1820-1866) et la période actuelle (1950 à aujourd'hui).

## Toponymie
Néris vient du nom du dieu gaulois Nérios, divinité personnifiant la source thermale (latinisé en Nérius).
Son nom est Naris en bourbonnais, dialecte qui est traditionnellement parlé dans la région de Montluçon. La commune fait, en effet, partie du Croissant, une zone linguistique où se rejoignent et se mélangent la langue d'oc et la langue d'oïl.

## Histoire

### Préhistoire et Antiquité

#### L'époque gauloise: Neriomagos
À cette époque, Néris s'appelle Neriomagos (nom qui vient du nom du dieu Nerios, divinité personnifiant la source thermale) en langue gauloise. C'est alors une bourgade au commerce florissant, au carrefour de deux axes de passage.

#### La colonisation romaine: Aquae Nerii

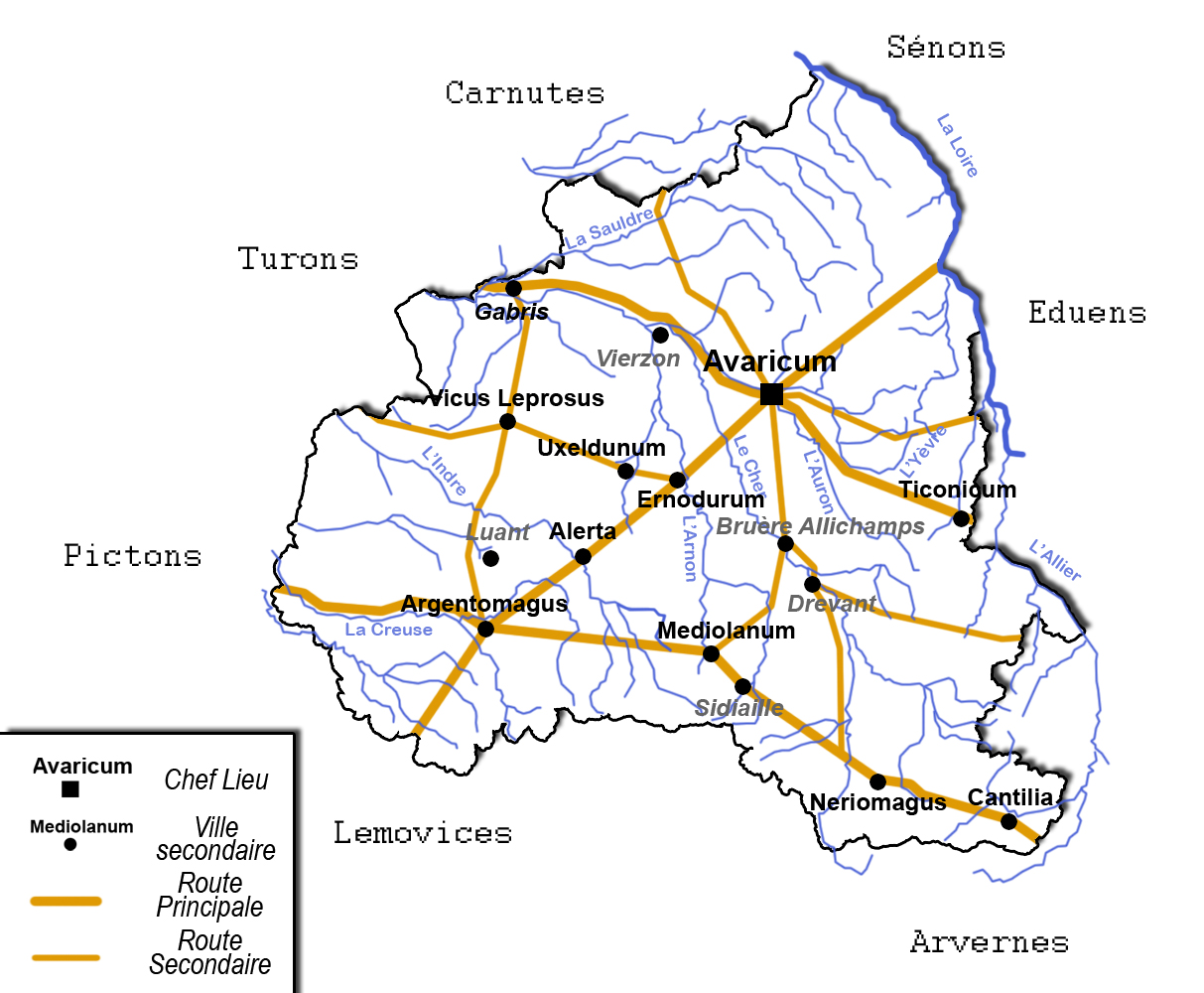
Carte représentant la civitas des Bituriges Cubes. Le site antique de Néris-les-Bains apparaît en bas à droite sous son toponyme protohistorique : Neriomagus.

Nerios est latinisé en Nerius, Neriomagos devient Aquae Nerii (« les eaux de Nérius »). Les eaux sont utilisées dans un but thérapeutique et deux établissements thermaux luxueux sont créés. De nombreux monuments sont construits : temples, thermes, villas… On a longtemps considéré que la 8e légion Augusta y avait été stationnée vers la fin du Ier siècle. Toutefois l'étude de l'histoire de la légion et de ses inscriptions a réfuté cette hypothèse : «L’hypothèse ancienne d’un cantonnement de la légion à Néris, dans l’Allier, doit aujourd’hui être complètement abandonnée, dans la mesure où il s’agit probablement d’une forgerie d’Antiquaire».Un théâtre-amphithéâtre est construit pour offrir aux habitants jeux du cirque et représentations théâtrales. Il reste de nombreux vestiges de cet âge d'or : villa de Cheberne, camp romain des Chaudes, mausolée.
La ville gallo-romaine couvre environ 200 ha. Elle est particulièrement dense sur le plateau nord-est, probablement parce que la voie reliant Lyon à Poitiers y passe. Lorsque la source est captée (pour les thermes), la vallée est asséchée. Au Bas-Empire les thermes sont détruits et la vallée reprend son ancien parcours.
Yves Menez (1989) a établi un inventaire des formes de céramique fumigée à partir de l'abondant mobilier céramique recueilli lors des fouilles de Néris, conjointement à celui recueilli sur le site de Châteaumeillant (Cher) Ces 102 formes répertoriées sont subséquemment utilisées dans la typologie de ces céramiques fumigées (« formes Menez »).

#### Invasions germaniques et époque mérovingienne
Une seconde vague d'invasions détruit à nouveau la ville, dont les ruines sont utilisées comme carrière de pierres par la population mérovingienne. Des blocs de pierre appartenant aux bâtiments publics sont ainsi utilisés pour les sarcophages maintenant exposés sous la pyramide de la place de l'Église.
À l’époque mérovingienne, elle conserve une certaine importance : son école est une des rares citées par Grégoire de Tours.

### Moyen Âge
Saint Patrocle évangélise Néris au VIe siècle et y construit une église et un couvent. L'église romane actuelle date du XIe siècle ou XIIe siècle. Elle est construite au même endroit que la basilique primitive du VIe siècle, elle-même érigée sur les ruines d'un monument romain.
Le roi carolingien Pépin Ier d’Aquitaine, le petit-fils de Charlemagne, séjourne à Néris en 835 et 838.
Sous le règne du seigneur Archambaud III de Bourbon dit le Jeune (ou du Montet), Néris est incorporée à la seigneurie de Bourbon (qui deviendra le Bourbonnais) dans la première moitié du XIe siècle. Elle faisait partie précédemment du Berry médiéval.

### Temps modernes
La renommée des thermes de Néris grandit. Rabelais les évoque dans Pantagruel (ce qui vaut au collège de Néris le nom de collège François-Rabelais), et Nicolas de Nicolay, géographe du roi Charles IX de France, cite les « Baings de Nérys » en 1569.

### Époque contemporaine
Le nouvel âge d'or de Néris commence quand la dauphine Marie Thérèse de France, duchesse d'Angoulême, pose la première pierre du nouvel établissement thermal dans la première moitié du XIXe siècle. La source est à nouveau captée, la vallée asséchée comme aux premiers siècles de notre ère mais cette fois le vallon thermal est remblayé pour y créer une promenade et le parc du casino. Les hôtels, le casino (inauguré en 1898) et le théâtre sont construits.
Parmi les curistes célèbres, on trouve Chateaubriand, Musset, Lamartine, l'impératrice Eugénie…
À cette époque, l'on commence aussi des fouilles archéologiques qui permettent de découvrir l'infrastructure de l'Aquae Nerii romaine.
La vie mondaine bat son plein, des fêtes grandioses sont organisées.
Au début du siècle, une intéressante controverse juridique opposant le maire de Néris et le préfet de l'Allier donne lieu à un arrêt du Conseil d’État clarifiant les liens hiérarchiques entre différentes autorités de police administrative. Le préfet avait en effet signé un arrêté le 8 août 1893 interdisant les jeux d'argent dans tous les lieux publics du département de l'Allier. Le 24 mai 1901, le maire de la ville prend un second arrêté, plus rigoureux interdisant de manière absolue tous les jeux d'argent et de hasard. Le préfet prononce l'annulation de l'arrêté municipal en soulignant son illégalité au vu de l'arrêté préfectoral, qui ne réservait un pouvoir d'intervention qu'à l'autorité supérieure, en l'espèce le Ministre de l'Intérieur. La question était donc de savoir si l'intervention administrative d'un échelon hiérarchique supérieur (le préfet) entrainait le dessaisissement de l'autorité inférieure (le maire). Le conseil d’État a réglé la question par son arrêt du 18 avril 1902 (« Commune de Néris-les-bains ») en donnant tort au préfet : il souligne que les pouvoirs municipaux de police administrative sont mis en œuvre sous la surveillance et non sous l'autorité du préfet, et qu'il est loisible au maire de prendre de nouvelles dispositions, sous réserve que celles-ci aggravent la règle établie par l'autorité supérieure et soient justifiées par des motifs propres à la localité.
Néris devient « ville-hôpital » lors de la Première Guerre mondiale ; on y soigne les blessés de guerre.[réf. nécessaire]
À la fin de la guerre, les thermes sont à nouveau florissants.
En 1930, la ligne de chemin de fer de Montluçon à Gouttières via Néris entre en service, avec la construction de la gare de Néris-les-Bains, aux pierres de grès rose et au toit multicolore, œuvre de Louis Brachet,

La Seconde Guerre mondiale ainsi que les avancées sociales qui l'ont précédée (sécurité sociale et congés payés) donnent à la ville un nouveau visage et une nouvelle clientèle.
Les thermes sont modernisés et la ville se dote d'un golf, d'un musée archéologique et d'une piscine. Elle s'ouvre de plus en plus au tourisme de santé et met en valeur son patrimoine.
Le succès du casino et des thermes de Néris lui permettent d'investir : création d'une salle socio-culturelle près de la gare, d'un gymnase…

## Politique et administration

### Administration municipale
Le nombre d'habitants au dernier recensement étant compris entre 2 500 et 3 499, le nombre de membres du conseil municipal est de 23.

### Liste des maires
| Période                                  | Période                      | Identité           | Étiquette | Qualité                                          |
| ---------------------------------------- | ---------------------------- | ------------------ | --------- | ------------------------------------------------ |
| Les données manquantes sont à compléter. |                              |                    |           |                                                  |
| 1871                                     | 1873                         | Paul Rambourg      |           | Maître de forges, député de l'Allier (1857-1863) |
| 1873                                     | 1881                         | Michel Boissier    |           | Notaire, sénateur de l'Allier (1903-1912)        |
| 1881                                     | 1907                         |                    |           |                                                  |
| 1907                                     | 1931                         | Ernest Décloux     |           | Député de l'Allier (1919-1924)                   |
| 1931                                     | 1945                         |                    |           |                                                  |
| 1945                                     | 1959                         | Henri Limoges      |           |                                                  |
| 1959                                     | 1971                         | Jean Desriot       |           |                                                  |
| 1971                                     | 1977                         | Maxime Chatron     |           |                                                  |
| 1977                                     | 1995                         | Henri Yermia       | PS        |                                                  |
| 1995                                     | 2014                         | Jean-Claude De Pin | UMP       |                                                  |
| 2014                                     | En cours (au 8 juillet 2020) | Alain Chapy        | DVD       | Retraité cadre de banque Réélu en 2020           |

### Jumelages
Néris-les-Bains est jumelée avec la ville de Wadersloh, en Allemagne (Rhénanie-du-Nord-Westphalie).

## Population et société

### Démographie
Les habitants de la commune sont appelés Nérisiens.
L'évolution du nombre d'habitants est connue à travers les recensements de la population effectués dans la commune depuis 1793. Pour les communes de moins de 10 000 habitants, une enquête de recensement portant sur toute la population est réalisée tous les cinq ans, les populations de référence des années intermédiaires étant quant à elles estimées par interpolation ou extrapolation. Pour la commune, le premier recensement exhaustif entrant dans le cadre du nouveau dispositif a été réalisé en 2007.

En 2022, la commune comptait 2 441 habitants, en évolution de −6,22 % par rapport à 2016 (Allier : −1,38 %, France hors Mayotte : +2,11 %).
| 1793  | 1800  | 1806  | 1821  | 1831  | 1836  | 1841  | 1846  | 1851  |
| ----- | ----- | ----- | ----- | ----- | ----- | ----- | ----- | ----- |
| 1 132 | 1 152 | 1 071 | 1 097 | 1 392 | 1 379 | 1 432 | 1 760 | 1 769 |

| 1856  | 1861  | 1866  | 1872  | 1876  | 1881  | 1886  | 1891  | 1896  |
| ----- | ----- | ----- | ----- | ----- | ----- | ----- | ----- | ----- |
| 1 933 | 2 000 | 2 180 | 2 080 | 2 190 | 2 383 | 2 803 | 2 588 | 2 723 |

| 1901  | 1906  | 1911  | 1921  | 1926  | 1931  | 1936  | 1946  | 1954  |
| ----- | ----- | ----- | ----- | ----- | ----- | ----- | ----- | ----- |
| 2 821 | 3 067 | 3 075 | 3 070 | 3 276 | 3 377 | 3 444 | 4 344 | 4 595 |

| 1962  | 1968  | 1975  | 1982  | 1990  | 1999  | 2006  | 2007  | 2012  |
| ----- | ----- | ----- | ----- | ----- | ----- | ----- | ----- | ----- |
| 2 997 | 2 917 | 2 836 | 2 924 | 2 831 | 2 708 | 2 726 | 2 728 | 2 588 |

| 2017  | 2022  | - | - | - | - | - | - | - |
| ----- | ----- | - | - | - | - | - | - | - |
| 2 553 | 2 441 | - | - | - | - | - | - | - |

## Économie
La principale ressource économique de la commune est le tourisme grâce au thermalisme. Les thermes de Néris-les-Bains exploitent depuis 1 400 ans l'eau issue de terres volcaniques.

## Culture locale et patrimoine

### Lieux et monuments

#### Monuments historiques

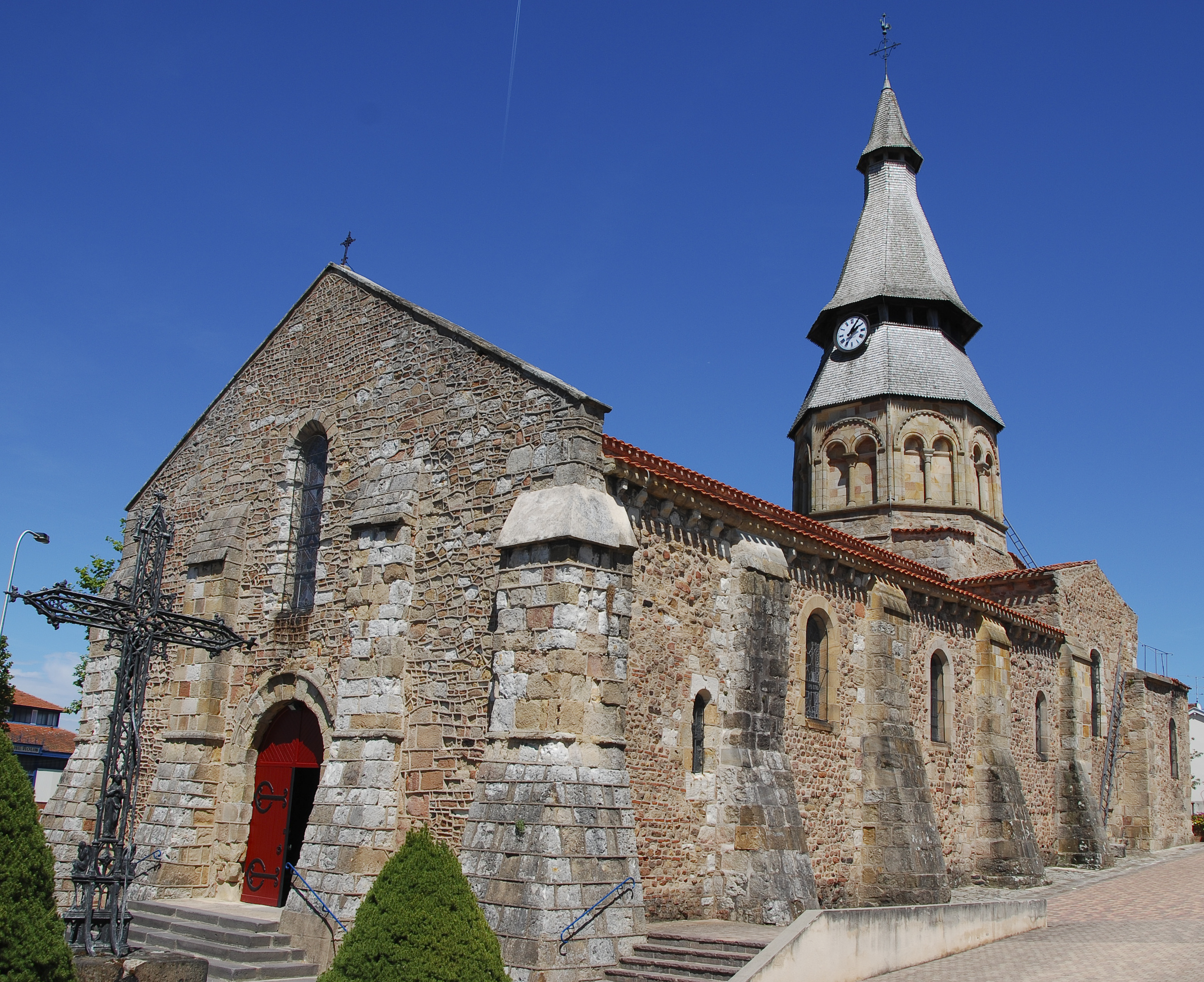
Église Saint-Georges où on voit un vestige de mur romain du Haut-Empire (basilique ?) dans le mur gouttereau nord et en façade.

- Église Saint-Georges, des XIe et XIIe siècles, classée Monument historique en 1923.
- Gare de Néris-les-Bains, devenue le Pavillon du Lac, classée monument historique depuis 1975[39].

#### Autres monuments
- Nécropole mérovingienne sous les pyramides (place de l'Église).
- Piscine romaine.
- Villa gallo-romaine de Cheberne.
- Monument aux morts de la Grande Guerre, sculpté par Raymonde Martin. Les deux bas-reliefs de marbre ont pour titre L'Hommage et La Douleur[40].
- Chapelle Saint-Joseph de Néris-les-Bains.
- Château de Pérassier, des XVe et XVIe siècles, à 2 km au nord de la ville.

### Équipements culturels
Le musée de la civilisation gallo-romaine a été ouvert en 1995 et installé dans la Maison du patrimoine, maison du XVe siècle située derrière l'église. Ce musée expose les objets antiques découverts sur le site : fragments d'architecture, inscriptions latines, statuettes, céramique gallo-romaine, verrerie, bronzes, etc.

### Personnalités liées à la commune
Outre les maires cités ci-dessus, plusieurs personnalités sont nées ou mortes dans la commune, ou y ont résidé :
- Maurice Prou (1861-1930), historien du droit et des institutions et numismate. Il avait travaillé sur Néris (fouilles en 1921 ; classement des monnaies conservées au musée ; publication de L’Église de Néris en 1922, en collaboration avec F. Deshoulières)[41]. Il est mort dans la commune où il était en cure.
- André Curvale (1904-1973), aviateur français, pilote de chasse et pilote d'essai. Il est né à Néris-les-Bains.
- Alexandre Ganesco (1910-1979), peintre. Il a longtemps vécu à Néris.
- Marcel Flichy (1915-1990), contre-amiral, grand-officier de la Légion d'honneur, il a été le dernier commandant de la marine à voile en baie d'Along en 1946. Il a commandé la Capricieuse, le Forbin, puis le croiseur de Grasse. Il fait partie du dernier état-major particulier du général de Gaulle, président de la République, et a été le dernier commandant supérieur interarmes de l'Afrique de l'Ouest et commandant supérieur de l'Atlantique Sud. Il est né à Néris-les-Bains.
- Lise Bourdin (1925), actrice. Elle est née à Néris-les-Bains.
- Louis Moulinet (1925-2006), syndicaliste et homme politique. Il a passé une partie de son enfance à Néris-les-Bains.
- Pierre Miquel (1930-2007), historien et romancier, a vécu à Néris-les-Bains.

### Héraldique
|  | Les armes de la commune se blasonnent ainsi : De gueules à la fontaine d’or jaillissant d’argent, à l’intérieur d’un portique aussi d’or. |